# Coppa delle Nazioni di ciclismo su pista
La Coppa delle Nazioni di ciclismo su pista (ufficialmente, in inglese e per ragioni di sponsor, Tissot UCI Track Nations' Cup) è una competizione annuale di ciclismo su pista organizzata dall'Unione Ciclistica Internazionale che raggruppa più gare disputate in singoli eventi. Creata nel 2021 in sostituzione della Coppa del mondo di ciclismo su pista, definisce una classifica generale finale per nazioni, e assegna titoli ai ciclisti primi nelle graduatorie delle diverse specialità della pista.

## Storia
La Coppa delle Nazioni è stata introdotta dall'Unione Ciclistica Internazionale nella stagione 2021, nell'ambito di una riorganizzazione del calendario del ciclismo su pista, in sostituzione della Coppa del mondo di ciclismo su pista. Nelle prime due edizioni si sono svolti tre eventi.

## Regolamento
In ogni evento vengono disputate diciotto gare, nove maschili e nove femminili, in nove differenti specialità del ciclismo su pista, le sei incluse nel programma olimpico (velocità, inseguimento a squadre, velocità a squadre, keirin, omnium e americana) oltre ad altre tre incluse nel programma dei campionati del mondo (corsa a cronometro, inseguimento individuale, corsa a eliminazione).
In ogni singola competizione vengono assegnati punteggi decrescenti dal vincitore agli ultimi piazzati. Al termine di ciascun evento viene stilata una classifica per Nazioni ottenuta sommando i punti conseguiti nelle gare di quell'evento dagli atleti di ciascuna federazione nazionale, e alla Nazione che al termine di tutti gli eventi ha totalizzato in assoluto più punti viene assegnata la Coppa delle Nazioni. In ciascuna specialità vengono inoltre stilate le classifiche individuali o di squadra, maschile e femminile; i risultati ottenuti garantiscono inoltre ai ciclisti punti per la qualificazione ai Giochi olimpici e ai campionati del mondo. Come già nella Coppa del mondo, oltre alle squadre nazionali sono ammesse a partecipare anche formazioni di club.

## Albo d'oro
| Edizione | Vincitori     | Secondi  | Terzi    |
| -------- | ------------- | -------- | -------- |
| 2021     | Colombia      | Ucraina  | Germania |
| 2022     | Italia        | Colombia | Germania |
| 2023     | Gran Bretagna | Germania | Francia  |
| 2024     | Gran Bretagna | Giappone | Germania |

## Titoli maschili

### Chilometro
| Edizione | Vincitore        | Secondo           | Terzo           |
| -------- | ---------------- | ----------------- | --------------- |
| 2021     | Santiago Ramírez | Ronaldo Laitonjam | Nicholas Paul   |
| 2022     | Santiago Ramírez | Melvin Landerneau | Cristian Ortega |

### Keirin
| Edizione | Vincitore      | Secondo            | Terzo               |
| -------- | -------------- | ------------------ | ------------------- |
| 2021     | Kevin Quintero | Vasilijus Lendel   | Santiago Ramírez    |
| 2022     | Kevin Quintero | Matthew Richardson | Harrie Lavreysen    |
| 2023     | Kevin Quintero | Matthew Richardson | Shah Firdaus Sahrom |
| 2024     | Kaiya Ota      | Jack Carlin        | Jeffrey Hoogland    |

### Velocità
| Edizione | Vincitore        | Secondo            | Terzo                       |
| -------- | ---------------- | ------------------ | --------------------------- |
| 2021     | Kevin Quintero   | Santiago Ramírez   | Vasilijus Lendel            |
| 2022     | Harrie Lavreysen | Matthew Richardson | Nicholas Paul               |
| 2023     | Mateusz Rudyk    | Harrie Lavreysen   | Michail Jakovlev (ciclista) |
| 2024     | Kaiya Ota        | Matthew Richardson | Vasilijus Lendel            |

### Velocità a squadre
| Edizione | Vincitori     | Secondi       | Terzi       |
| -------- | ------------- | ------------- | ----------- |
| 2021     | Ucraina       | India         | Canada      |
| 2022     | Cina          | Colombia      | Paesi Bassi |
| 2023     | Cina          | Gran Bretagna | Australia   |
| 2024     | Gran Bretagna | Cina          | Australia   |

### Inseguimento individuale
| Edizione | Vincitore      | Secondo          | Terzo               |
| -------- | -------------- | ---------------- | ------------------- |
| 2021     | Daniel Crista  | Gleb Syrica      | Ashton Lambie       |
| 2022     | Davide Plebani | Nicolas Heinrich | Tobias Buck-Gramcko |

### Inseguimento a squadre
| Edizione | Vincitori     | Secondi  | Terzi     |
| -------- | ------------- | -------- | --------- |
| 2021     | Russia        | Colombia | Germania  |
| 2022     | Italia        | Cina     | Germania  |
| 2023     | Gran Bretagna | Francia  | Danimarca |
| 2024     | Gran Bretagna | Giappone | Italia    |

### Madison
| Edizione | Vincitori  | Secondi     | Terzi         |
| -------- | ---------- | ----------- | ------------- |
| 2021     | Ucraina    | Austria     | Bielorussia   |
| 2022     | Italia     | Messico     | Giappone      |
| 2023     | Germania   | Paesi Bassi | Portogallo    |
| 2024     | Portogallo | Giappone    | Nuova Zelanda |

### Omnium
| Edizione | Vincitore      | Secondo             | Terzo               |
| -------- | -------------- | ------------------- | ------------------- |
| 2021     | Jaŭhen Karalëk | Daniel Crista       | Eiya Hashimoto      |
| 2022     | Gavin Hoover   | Juan Esteban Arango | Tim Torn Teutenberg |
| 2023     | Sebastián Mora | Thomas Boudat       | Vincent Hoppezak    |
| 2024     | Dylan Bibic    | Aaron Gate          | Kazushige Kuboki    |

### Corsa a eliminazione
| Edizione | Vincitore      | Secondo               | Terzo               |
| -------- | -------------- | --------------------- | ------------------- |
| 2021     | Akil Campbell  | Carloalberto Giordani | Eiya Hashimoto      |
| 2022     | Yoeri Havik    | Mathias Guillemette   | Tim Torn Teutenberg |
| 2023     | Eiya Hashimoto | Yoeri Havik           | Kazushige Kuboki    |
| 2024     | Dylan Bibic    | Shunsuke Imamura      | Michele Scartezzini |

## Titoli femminili

### 500 metri a cronometro
| Edizione | Vincitrice    | Seconda           | Terza            |
| -------- | ------------- | ----------------- | ---------------- |
| 2021     | Martha Bayona | Anis Amira Rosidi | Miriam Vece      |
| 2022     | Martha Bayona | Miriam Vece       | Pauline Grabosch |

### Keirin
| Edizione | Vincitrice    | Seconda                  | Terza               |
| -------- | ------------- | ------------------------ | ------------------- |
| 2021     | Martha Bayona | Yuka Kobayashi           | Yuli Verdugo        |
| 2022     | Martha Bayona | Steffie van der Peet     | Laurine van Riessen |
| 2023     | Mina Satō     | Alessa-Catriona Pröpster | Martha Bayona       |
| 2024     | Mathilde Gros | Emma Finucane            | Mina Satō           |

### Velocità
| Edizione | Vincitrice    | Seconda             | Terza              |
| -------- | ------------- | ------------------- | ------------------ |
| 2021     | Martha Bayona | Anis Amira Rosidi   | Anastasija Vojnova |
| 2022     | Martha Bayona | Laurine van Riessen | Kelsey Mitchell    |
| 2023     | Martha Bayona | Emma Finucane       | Sophie Capewell    |
| 2024     | Mathilde Gros | Emma Finucane       | Emma Hinze         |

### Velocità a squadre
| Edizione | Vincitrici  | Seconde       | Terze         |
| -------- | ----------- | ------------- | ------------- |
| 2021     | Colombia    | Russia        | Hong Kong     |
| 2022     | Paesi Bassi | Canada        | Cina          |
| 2023     | Cina        | Gran Bretagna | Messico       |
| 2024     | Polonia     | Messico       | Gran Bretagna |

### Inseguimento individuale
| Edizione | Vincitrice    | Seconda      | Terza               |
| -------- | ------------- | ------------ | ------------------- |
| 2021     | Lily Williams | Kelly Murphy | Hanna Cerach        |
| 2022     | Wang Susu     | Guan Siqi    | Letizia Paternoster |

### Inseguimento a squadre
| Edizione | Vincitrici    | Seconde  | Terze         |
| -------- | ------------- | -------- | ------------- |
| 2021     | Canada        | Irlanda  | Polonia       |
| 2022     | Italia        | Cina     | Stati Uniti   |
| 2023     | Gran Bretagna | Germania | Canada        |
| 2024     | Nuova Zelanda | Cina     | Gran Bretagna |

### Madison
| Edizione | Vincitrici    | Seconde       | Terze     |
| -------- | ------------- | ------------- | --------- |
| 2021     | Bielorussia   | Brasile       | Polonia   |
| 2022     | Italia        | Stati Uniti   | Australia |
| 2023     | Gran Bretagna | Italia        | Francia   |
| 2024     | Italia        | Gran Bretagna | Svizzera  |

### Omnium
| Edizione | Vincitrice       | Seconda        | Terza            |
| -------- | ---------------- | -------------- | ---------------- |
| 2021     | Verena Eberhardt | Daria Pikulik  | Maria Martins    |
| 2022     | Jennifer Valente | Yumi Kajihara  | Victoria Velasco |
| 2023     | Ally Wollaston   | Anita Stenberg | Jennifer Valente |
| 2024     | Katie Archibald  | Tsuyaka Uchino | Yūmi Kajihara    |

### Corsa a eliminazione
| Edizione | Vincitrice       | Seconda                     | Terza            |
| -------- | ---------------- | --------------------------- | ---------------- |
| 2021     | Verena Eberhardt | Alice Tamirys Leite de Melo | Yareli Acevedo   |
| 2022     | Jennifer Valente | Michelle Andres             | Tania Calvo      |
| 2023     | Anita Stenberg   | Jennifer Valente            | Victoire Berteau |
| 2024     | Anita Stenberg   | Jennifer Valente            | Laura Cordero    |